# 博文館
博文館（はくぶんかん）は、東京都の出版社。明治時代には富国強兵の時代風潮に乗り、数々の国粋主義的な雑誌を創刊すると共に、取次会社・印刷所・広告会社・洋紙会社などの関連企業を次々と創業し、日本最大の出版社として隆盛を誇った。
創業以来、60年間に渡って書籍6500点、雑誌80点を発行した。一時は横溝正史が入社していた。
2016年現在、博文館グループの株式会社博文館新社（はくぶんかんしんしゃ）および株式会社博友社（はくゆうしゃ）として存続している。

## 沿革

### 創業

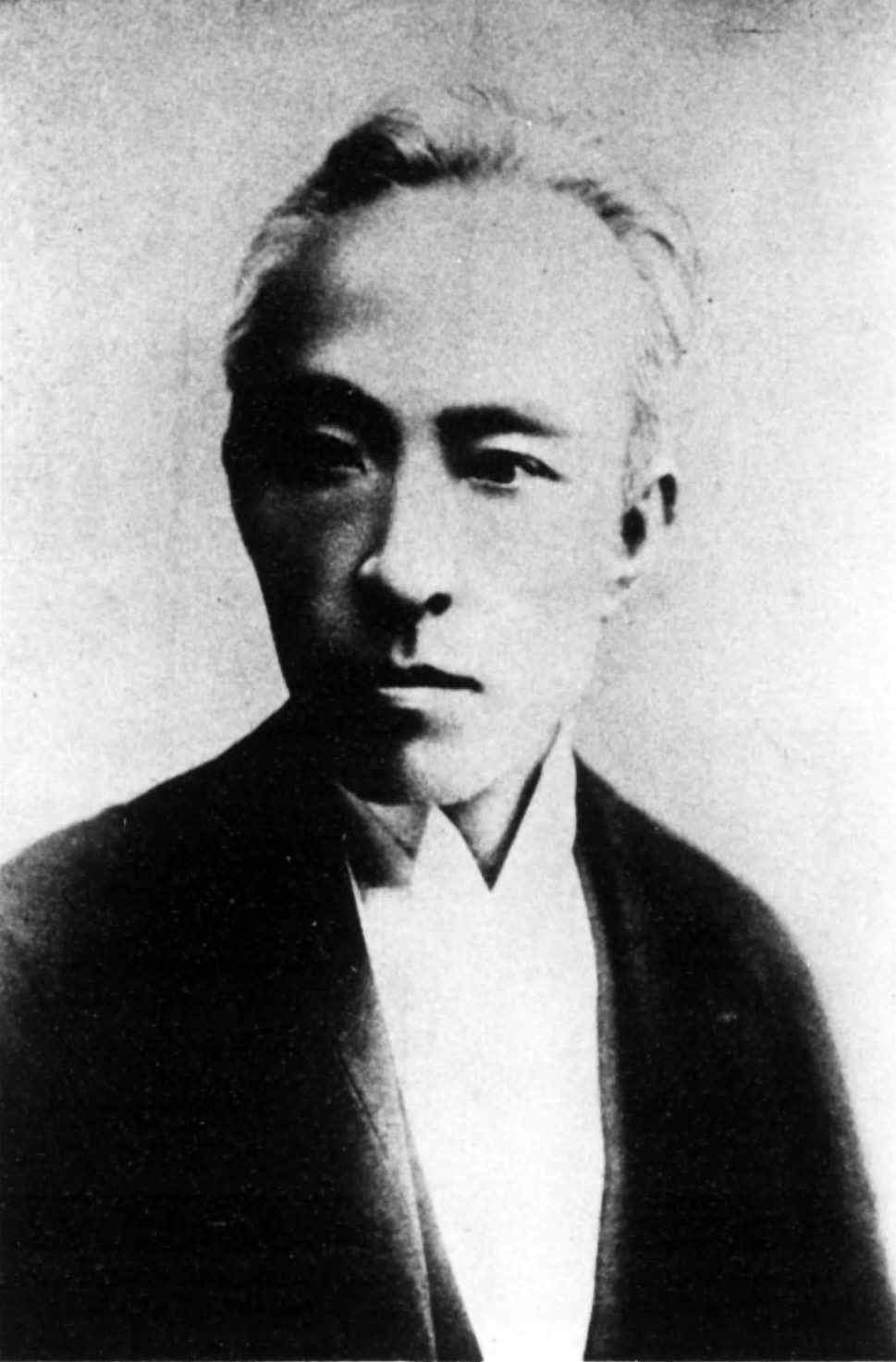
大橋佐平（『大橋図書館四十年史』より）

1887年、大橋佐平により東京府本郷区弓町（現在の東京都文京区本郷）に創業された。社名は伊藤博文に由来。1887年、雑誌『日本大家論集』を創刊。大橋佐平の息子・大橋新太郎は、尾崎紅葉の小説『金色夜叉』の登場人物、富山唯継のモデルと言われている。妻は元芸妓の大橋須磨子。
博文館では大量生産による廉価本の出版をモットーとしており、出版界の王者となった。これにより単行本には高価な木版口絵を付けなかったが、1895年創刊の雑誌『文芸倶楽部』巻頭に20年間にわたり付された木版口絵は口絵界を代表するもので、その総数は295枚にも上った。ほかに『明治文庫』全18冊、『演芸倶楽部』通巻31冊、『日用百科全書』全50冊の大半に木版口絵が付けられていた。これらの雑誌において木版口絵を描いたのは池田蕉園、尾形月耕、尾竹国観、尾竹竹坡、梶田半古、鏑木清方、河合英忠、川合玉堂、久保田米僊、小林永興、小堀鞆音、小峰大羽、近藤紫雲、島崎柳塢、鈴木華邨、高橋松亭、武内桂舟、筒井年峰、寺崎広業、富岡永洗、鳥居清忠、鰭崎英朋、松本楓湖、右田年英、三島蕉窓、水野年方、山田敬中、山中古洞、渡辺省亭であった。
1890年、取次部門として東京堂（東京堂書店およびトーハンの前身）を発足させる。1892年、東京市日本橋区本町三丁目（東京都中央区日本橋本町）に移転。1893年、広告会社として内外通信社を設立。
1895年に初の総合雑誌『太陽』誌を創刊、黄金時代を築く。1896年、博文館印刷所を設置（共同印刷の前身）。1902年6月15日、博文館創業15周年記念として、有料の私設図書館である財団法人大橋図書館を開く（三康図書館の前身）。
1894年（明治27年）8月から1896年（明治29年）1月にかけて戦況を写真入りで詳報する雑誌『日清戦争実記』を出版、版を重ねた。ページ冒頭には初めて写真銅板技術を取り入れ鮮明な戦地の写真を掲載、特派員から寄せられる情報や戦況の詳細な情報に加え、時事論談や学者による戦争観なども掲載し、一般国民に対して戦争を身近に感じさせる役割を担った。
1894年（明治27年）9月から1896年（明治29年）9月にかけて『万国戦史』24編が刊行される。多くの編を執筆した渋江保は、『万国戦史』を侵略者としての立場ではなく、弱者としての観点から戦史を捉え、『万国戦史』の編纂思想をとおして間接的に植民地政策反対を唱えた。
1904年（明治37年）2月から1905年（明治38年）5月にかけて『日露戦争実記』を出版し多くの読者を引きつける内容が紙面を飾った。
1918年（大正7年）12月17日、法人化され株式会社博文館となる。
1923年、関東大震災で社屋を焼失したため、東京市小石川区戸崎町（東京都文京区小石川）に移転。この時期には雑誌『新青年』が、大正昭和モダニズムをリードする役割を果たすとともに、国産探偵小説の創成期を担って江戸川乱歩、横溝正史ら数多くの作家を輩出している。横溝は入社して、同誌ほかの編集長もつとめた。時代に合わない買い切り制度に固執したため、後発の大手出版社に圧迫されて経営不振に陥る。1927年に『太陽』を廃刊しても赤字が続いていた。

### 戦後
第二次世界大戦後の1947年10月、社長大橋進一（新太郎の子）の公職追放に伴い、いったん廃業となった。大橋進一社長は、終戦後、日本出版協会で、左翼系の出版業者から、講談社・主婦之友社などとともに「戦犯出版社」として吊し上げを受けたことを機に、急速に事業への意欲を失っていったという。
辞書部門や雑誌部門は、1948年、博友社・文友館・好文館の3社に分割されたのち、1949年、博友社として再統合された。これとは別に、1950年に大橋まさ（進一の子）により博文館新社が設立され、主として日記帖の出版社として存続している。日記は博文館時代からのヒット商品であった。
1947年（昭和22年）に博文館および大橋進一社長の公職追放問題が浮上したことを機に、同年8月、大橋社長は博文館名義の書籍・雑誌を、以下の6社に有償分割譲渡した。
- 講談雑誌社（綱島きよ子） - 『講談雑誌』
- ストーリー社（堀江柳子） - 『ストーリー』『家庭エホン』
- 農業世界社（大橋八重子） - 『農業世界』
- 野球界社（大原栄子） - 『野球界』
- 江古田書房（大橋まさ） - 『新青年』
- （清水花子）[6] - 辞典・書籍

このため、各雑誌の発行名義は同年10月号から変更された。また、大橋家の資産管理会社であった株式会社大橋本店は東海興業株式会社と改称し、6社の出版物取次販売業務を行うこととなった。
10月15日、大橋新一が独占禁止法適用により博文館社長を辞任、同月中に全社員が退社し、6社および東海興業に振り分けられる。11月16日、博文館が団体追放、19日、大橋進一が公職追放。また、12月には日本橋の博文館ビルが日本繊維協会に売却される。このとき、同時に「博文館」の社名も同協会に売却された。
しかし、6社の発行名義人はいずれも大橋家の身内であったため、法務庁特別審査局（特審局）では、進一が依然として指揮しているものとにらみ、内偵を始めた。このため、危機感をいだいた進一は、博文館元社員の小野慎一郎・小野高久良・高森栄次の3人を呼び出し、6社の出版権を再整理して3人で経営にあたるように指示した。その結果、旧博文館6社は1948年（昭和23年）5月15日、あらためて以下の3社に再編された。
- 博友社（小野慎一郎） - 『野球界』『農業世界』『ストーリー』
- 文友館（高森栄次） - 『講談雑誌』『新青年』『家庭エホン』
- 好文館（小野高久良） - 辞典・書籍

ただし、実際には3社共通で、小野慎一郎が経理、高森栄次が編集、小野高久良が資材を担当する体制であった。
その後、大橋進一と3社は同年7月25日に公職追放令違反容疑で家宅捜索を受けたが、証拠不十分で不起訴となる。さらに、同年10月には脱税容疑で東京財務局国税査察部からの査察を受ける。
この税務査察を機に、3社は博友社（小野慎一郎社長）として再統合され、株式会社となる。1949年（昭和24年）、旧6社の発行名義人と東海興業から、博友社に正式な出版権譲渡がなされた。

### 再統合
1983年（昭和58年）4月、大橋乙羽（大橋佐平の娘婿）の孫にあたる大橋一弘が博文館新社社長に就任。一弘は1995年（平成7年）には博友社社長を兼任、2010年（平成22年）に両社の本社を荒川区荒川の博文館ビルに移転した。
これとは別に、1950年（昭和25年）5月4日、進一の娘・大橋まさによって博文館新社が創業され、譲渡対象となっていなかった『博文館日記』の出版が再開されることになった。社名に「新社」がつけられたのは、上述のように「博文館」の社名が売却されていたためである。

## 歴代経営者
創立当初は大橋家の個人経営で、歴代大橋家当主が「館主」として経営にあたった。1918年12月17日、株式会社化にともない大橋進一が社長に就任した。これにより大橋新太郎は経営の一線からは退いたものの、「館主」の地位にはとどまっている。

### 博文館主
1. 大橋佐平（1887年 - 1901年） - 創業者。1901年11月3日死去。
2. 大橋新太郎（1901年 - 1944年） - 佐平の子。1944年5月5日死去。
3. 大橋進一（1944年 - 1947年） - 新太郎の子。1947年10月15日社長辞任[7]。

### 株式会社博文館社長
1. 大橋進一（1918年12月17日 - 1926年5月1日）[13] - 1914年（大正3年）6月より経営一任。
2. 大橋勇吉（1926年5月1日 - 1930年3月18日）[14] - 進一の異母弟。
3. 大橋進一（1930年3月18日 - 1947年10月15日）[14] - 再任。

## 主な刊行物

### 雑誌
- 『日本大家論集』（1887年6月 - 1894年12月）→『太陽』に移行
- 『太陽』（1895年1月 - 1928年2月）
- 『少年世界』（1895年1月 - 1933年1月?）
- 『文芸倶楽部』（1895年1月 - 1933年1月）
- 『中学世界』（1898年9月 - 1928年5月）
- 『幼年世界』（1900年1月 - 12月, 1911年1月 - 1923年10月）
- 『女学世界』（1901年1月 - 1925年6月）
- 『幼年画報』（1906年1月 - 1935年）
- 『文章世界』（1906年3月 - 1921年12月）→1921年1月号より『新文学』と改題、『新趣味』に移行
- 『農業世界』（1906年4月 - 1968年） - 農業世界社→博友社に移籍
- 『少女世界』（1906年9月 - 1931年10月）
- 『冒険世界』（1908年1月 - 1919年12月）→『新青年』に移行
- 『実業少年』（1908年1月 - 1912年6月）
- 『野球界』（1908年11月 - 1959年10月） - 野球界社→博友社に移籍、数度の改題あり
- 『講談雑誌』（1915年4月 - 1954年） - 講談雑誌社→文友館→博友社に移籍
- 『ポケット』（1918年9月 - 1927年3月）
- 『新青年』（1920年1月 - 1950年7月） - 江古田書房→文友館→博友社に移籍
- 『少年少女譚海』（1920年1月 - 1944年3月） - 1940年1月号より『科学と国防 譚海』と改題
- 『新趣味』（1922年1月 - 1923年11月）
- 『探偵小説』（1931年9月 - 1932年）

### 辞典
- 新村出編『辞苑』（1935年）『広辞苑』の前身。
- 木村謹治・相良守峯編『独和辞典』（1940年 - ）『キムラ・サガラ』の通称で知られる戦後長期間における独和辞典の定番。改訂を続け現在でも博友社で販売している。

## その他
大阪府門真市に「はくぶん」（旧商号：博文社）という学校教材を扱う会社があるが、この博文館との資本・人材関係は一切ない。